# Nigrifactina
La nigrifactina es un pseudoalcaloide piperidínico aislado por Kaneko en 1968 a partir de un cultivo de  Streptomyces nigrifaciens FFD-101. Este compuesto presenta propiedades antihistamínicos y afecta a la presión sanguínea. UV: [ácido]λmax354 (ε) ( MeOH/HCl) [básico]λmax300 (ε) ( MeOH at pH 9.2) [neutro]λmax354 (ε36700) ( MeOH) [neutro]λmax354 (ε36700) ( MeOH).

## Actividad biológica
La inyección intravenosa causa una caída de presión sanguínea en conejo. La nigrifactina también inhibe la respuesta a la histamina y la colina pero no actúa sobre estimulantes antagonistas tales como atropina, adrenalina, y noradrenalina. Este compuesto es inestable y polimeriza aun con gases inertes. Puede ser estabilizado por una solución de ácido pícrico, en donde se forman las sales de iminio.

## Biosíntesis
Terashima y colaboradores demostraron que el esqueleto de carbono proviene de la ruta del acetato-malonato en donde se forma un hexacétido que incorpora nitrógeno, probablemente del amoniaco o de la glutamina.

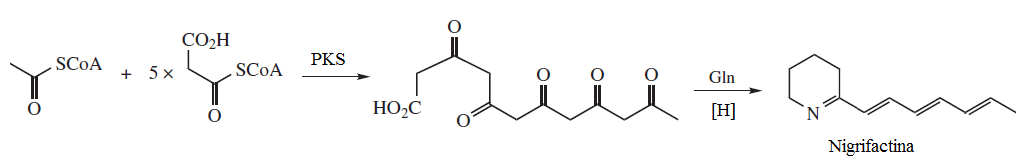
Representación gráfica de la biosíntesis de nigrifactina.